# Johann Wilhelm Metzler

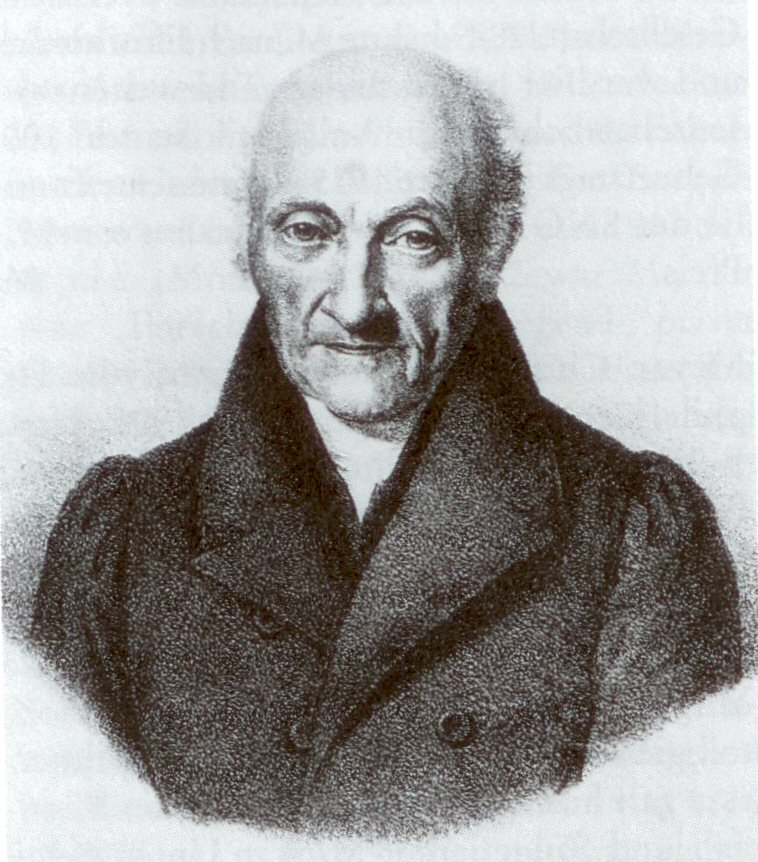
Johann Wilhelm Metzler

Johann Wilhelm Metzler (* 16. November 1755 in Frankfurt am Main; † 30. Mai 1837 ebenda) war ein deutscher Jurist und Politiker aus der Bankiersfamilie Metzler.

## Leben und Werk
Johann Wilhelm Metzler entstammte der ursprünglich im Erzgebirge beheimateten Pfarrersfamilie  Metzler. Deren Frankfurter Zweig rührte von dem Kaufmann Benjamin Metzler her, der sich 1671 in Frankfurt niederließ und 1676 das Bürgerrecht erwarb. 1674 gründete er das noch heute bestehende Unternehmen B. Metzler seel. Sohn & Co., das zunächst hauptsächlich im Leinen-, Baumwoll- und Spezereienhandel engagiert war, sich aber ab etwa 1760 ganz auf Bankgeschäfte konzentrierte. Seit dem Ende des 18. Jahrhunderts war die Familie Metzler kontinuierlich im Rat der Freien Reichsstadt und später im Senat der Freien Stadt Frankfurt vertreten.
Johann Wilhelm Metzler kam nach dem frühen Tod seines Vaters Johann Albrecht Metzler (1716–1757) nach Straßburg, wo er nach dem Besuch des Gymnasiums auch ein Studium der Rechtswissenschaften begann. 1779 schloss er sein Studium in Göttingen mit der Promotion zum Dr. jur. ab. Nach einer zweijährigen Tätigkeit am Reichskammergericht in Wetzlar kehrte er nach Frankfurt zurück, wo er 1791 in das 51er Kolleg, einen Bürgerausschuss, und 1792 in den Rat der Stadt gewählt wurde. 1802 und 1805 wählte ihn der Rat jeweils zum jüngeren Bürgermeister. 1804 nahm er zusammen mit Adolph Carl von Humbracht als Delegierter der Stadt an den Feierlichkeiten zur Krönung Kaiser Napoleons in Paris teil.
Unter Großherzog Carl Theodor von Dalberg erfreute er sich als Verwaltungsfachmann hoher Anerkennung und wurde 1813 wiederum zum Jüngeren Bürgermeister gewählt. Nach der Wiederherstellung der Frankfurter Unabhängigkeit übernahm Metzler 1816/1817 als erster das Amt des Älteren Bürgermeisters der Freien Stadt Frankfurt. In den Jahren 1819 und 1823 folgten zwei weitere Amtsperioden.
Metzler starb am 30. Mai 1837 in Frankfurt. Er wurde in der Familiengruft auf dem Frankfurter Hauptfriedhof bestattet.